# Gomari
Gomari war ein Volumenmaß auf Zypern für trockene Ware.
- 1 Gomari = 163,7 Liter

Die Maßkette war
- 1 Gomari = 16 Kouza = 32 Kartos = 128 Oke = 1280 Cass/Caß/Käs
  - 1 Oke = 1,27855 Kubikdezimeter

Eine andere Maßkette war:
- 1 Gomari = 9/4 Medino = 9/2 Kile = 63/4 Kounza = 63/2 Kartos = 1280/17 Cass = 128 Oke = 163,6544 Kubikdezimeter = 163,6544 × 10−3 Kubikmeter[1]